# Tarnished Lady
Pour plus de détails, voir Fiche technique et Distribution.
Tarnished Lady est un film américain réalisé par George Cukor, sorti en 1931.

## Synopsis
Nancy Courtney, une mondaine autrefois riche, a dû lutter pour maintenir une façade de prospérité depuis la mort de son père. Bien qu'elle aime l'écrivain DeWitt Taylor, qui  a amassé une fortune, sa mère l'exhorte à épouser à la place l'agent de change Norman Cravath. Nancy acquiesce aux souhaits de sa mère mais malgré le fait que son nouveau mari fait tout ce qu'il peut pour lui plaire, elle est malheureuse dans son mariage.
Pendant ce temps, DeWitt a commencé à séduire l'ancienne petite amie de Norman, Germaine Prentiss, la rivale de longue date de Nancy. Elle se rend compte que la relation de DeWitt avec Germaine le transforme en un grimpeur social. Ignorant que l'entreprise de Norman vient d'être exclue de la bourse et qu'il fait face à la ruine financière, Nancy dit à son mari qu'elle le quitte. Elle apprend la faillite de Norman dans le journal et, avec son ami Ben Sterner, elle se rend dans un bar clandestin où elle se saoule. Elle et Ben amènent certains des clients du bar chez lui, où ils rencontrent Norman, qui attend là-bas pour discuter d'une transaction commerciale avec Ben. Voyant sa femme dans un état aussi peu recommandable, il lui dit qu'il ne veut plus jamais la revoir.
Nancy essaie de vivre seule mais, faute de compétences, elle ne trouve pas d'emploi et se retrouve dans le dénuement. Lorsqu'elle découvre qu'elle est enceinte, Ben lui offre un logement et, après la naissance de son enfant, il l'engage pour travailler dans son grand magasin. Norman et Germaine entrent pour acheter un manteau de fourrure, et Norman est stupéfait de trouver Nancy dans une position subalterne. Germaine essaie d'avertir Nancy, mais réalisant que son mari l'aime toujours, Nancy lui demande une autre chance. Germaine tire sa révérence et laisse Norman avec sa femme pardonné et son fils en bas âge.

## Fiche technique
- Titre : Tarnished Lady
- Réalisation : George Cukor
- Scénario : Donald Ogden Stewart
- Photographie : Larry Williams
- Pays d'origine :  États-Unis
- Format : Noir et blanc - Mono
- Genre : Film dramatique
- Durée : 83 minutes
- Date de sortie : 2 mai 1931

## Distribution
- Tallulah Bankhead : Nancy Courtney
- Clive Brook : Norman Cravath
- Phoebe Foster : Germaine Prentiss
- Alexander Kirkland : DeWitt Taylor
- Elizabeth Patterson : Mrs. Courtney
- Osgood Perkins : Ben Sterner
- Edward Gargan : Al